# Entomobrya quinquelineata
Entomobrya quinquelineata is een springstaartensoort uit de familie van de Entomobryidae. De wetenschappelijke naam van de soort is voor het eerst geldig gepubliceerd in 1901 door Börner.